# Marcia J. Rieke
Marcia Jean Rieke  es una astrónoma estadounidense. Profesora de astronomía y jefa asociada del departamento de la Universidad de Arizona. Rieke es la investigadora principal de la cámara de infrarrojo cercano ( NIRCam ) para el telescopio espacial James Webb (JWST). También se  como investigadora principal adjunta en la cámara de infrarrojo cercano y el espectrómetro multiobjeto (NICMOS) para el telescopio espacial Hubble (HST), y como coinvestigadora del fotómetro de imágenes multibanda en el telescopio espacial Spitzer, donde también actuó como coordinadora de divulgación y miembro del grupo de trabajo científico. Rieke también participó en varios observatorios terrestres de infrarrojos, incluido el Observatorio MMT en Arizona. Fue vicepresidenta de Priorización de Programas del Comité de Encuesta Decenal Astro2010, "Nuevos Mundos, Nuevos Horizontes". Muchos consideran a Marcia Rieke como una de las "madres fundadoras" de la astronomía infrarroja, junto con Judith Pipher.

## Biografía
Marcia Rieke nació como Marcia Keyes el 13 de junio de 1951 en Hillsdale, Míchigan. Poco después, Rieke y su familia se mudaron a Midland, Míchigan, donde asistió a la escuela primaria, secundaria y preparatoria. La presencia de la sede de Dow Chemical Company en Midland hizo que la ciencia fuera un tema de importancia para los niños de todo el sistema escolar. Se graduó de Midland High School (Midland, Míchigan) en 1969. Posteriormente, estudió en el Instituto Tecnológico de Massachusetts (MIT), donde obtuvo su licenciatura en 1972 y su doctorado en 1976, ambas en física (tesis: The Distribution of Celestial Infrared Sources). 

## Carrera e investigación
Después de recibir su título en el MIT, Rieke se convirtió en investigadora postdoctoral en la Universidad de Arizona en 1976, y ha permanecido allí desde entonces, como profesora titular de astronomía y anteriormente como jefa asociada del Departamento del Observatorio Steward. Sus intereses de investigación científica incluyen observaciones infrarrojas de núcleos galácticos y galaxias en el universo temprano (galaxias de alto corrimiento al rojo).
En 2007, Rieke fue elegida miembro de la Academia Estadounidense de las Artes y las Ciencias.
En 2012, Rieke es elegida miembro de la Academia Nacional de Ciencias. 
y en 2020 Legacy Fellow de la Sociedad Astronómica Estadounidense.
En 2023, recibió la Medalla de Servicio Público Distinguido de la NASA por su contribución al campo de la astronomía y sus roles clave en el desarrollo de instrumentos de vanguardia para el Telescopio Espacial James Webb.

## Honores y premios
- 1980 - Premio George Van Biesbroeck.[7]
- 1992-1996 - Premio de la Fundación Nacional de Ciencias para la Facultad de Mujeres
- 1995 - Sociedad de Honor Superior de Mortar Board
- 2014 - Medalla de la NASA al Servicio Público Excepcional
- 2014 - Premio Robert H. Goddard por logros en ciencia
- 2014 - Profesor Lyman Spitzer, Universidad de Princeton
- 2006 - Becario del Círculo Galileo de la Universidad de Arizona
- 2023 - Medalla de Servicio Público Distinguido de la NASA
- 2023 - Medalla Bruce [8]
- 2024 - Premio Gruber de Cosmología.[9]

## Vida personal
Marcia Rieke está casada con el astrónomo  George H. Rieke.